# Derby de Lisboa

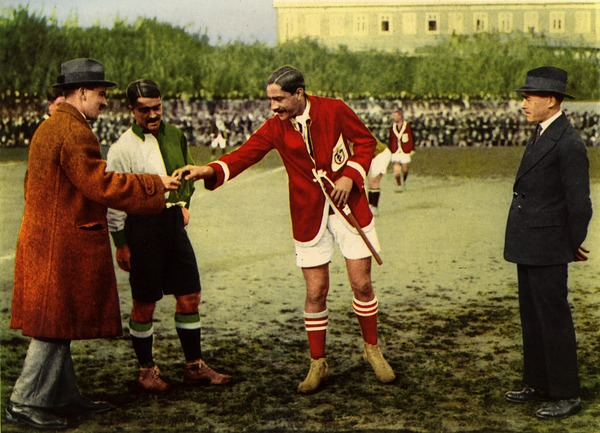
Derby de Lisboa del 1910.

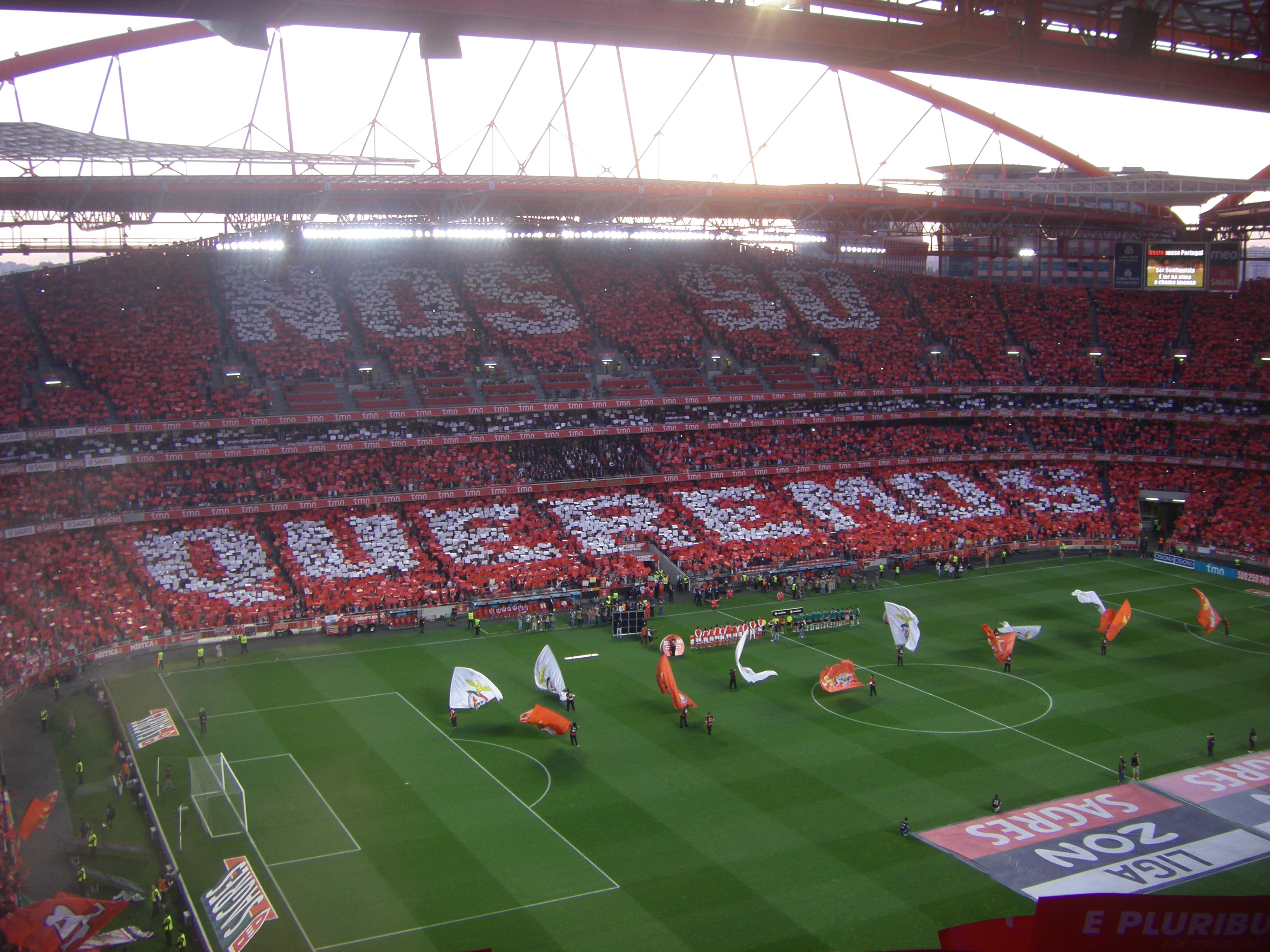
Coreografia dei tifosi del Benfica prima del fischio di inizio di un derby di campionato.

Il derby de Lisboa è la partita di calcio giocata tra Benfica e Sporting Lisbona. È altresì noto come Derby Eterno, Derby da Segunda Circular oppure Derby da Capital, mentre O Clássico fa riferimento alla partita tra Benfica e Porto. La rivalità tra le due compagini di Lisbona risale al 1907, quando otto giocatori del Benfica si trasferirono allo Sporting, il giorno prima del derby. Il match è seguito in tutto il mondo, specialmente tra gli emigrati portoghesi e nei Paesi ex coloniali.

## Incontri disputati
Aggiornato al 31 luglio 2025

Di seguito la tabella coi risultati ottenuti negli scontri tra le due compagini.
|                          | Totale | Vittorie Benfica | Pareggi | Vittorie Sporting Lisbona |
| ------------------------ | ------ | ---------------- | ------- | ------------------------- |
| Campionato portoghese    | 182    | 83               | 48      | 51                        |
| Coppa di Portogallo      | 40     | 16               | 3       | 21                        |
| Coppa di lega portoghese | 5      | 2                | 2       | 1                         |
| Supercoppa di Portogallo | 7      | 3                | 1       | 3                         |
| Campeonato de Lisboa     | 85     | 33               | 15      | 37                        |
| Campeonato de Portugal   | 6      | 2                | 1       | 3                         |
| Totale                   | 325    | 139              | 70      | 116                       |

## Statistiche

### Benfica

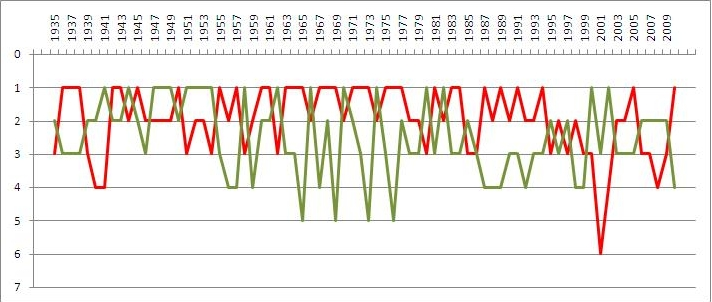
Il riquadro mostra le posizioni in classifica del Benfica (in rosso) e dello Sporting (in verde) al termine delle stagioni dal 1934–35 al 2009–10

- Miglior vittoria casalinga: Benfica 7–2 Sporting (28 aprile 1948)[2]
- Benfica 5–0 Sporting (3 dicembre 1939)[3]
- Benfica 5–0 Sporting (19 novembre 1978)[4]
- Benfica 5–0 Sporting (12 marzo 1986)[5]
- Miglior vittoria esterna: Sporting 0–4 Benfica (27 febbraio 1910)[6]
- Maggior numero di vittorie consecutive: 8 (25 ottobre 1908 – 10 marzo 1912)[7]
- Maggior numero di risultati utili consecutivi: 14 (25 ottobre 1908 – 17 gennaio 1915)[7]
- Maggior numero di sconfitte consecutive: 5 (5 ottobre 1952 – 23 maggio 1954)[7]
- Maggior numero di partite senza vittorie consecutive: 7 (29 febbraio 2024 – 25 maggio 2025)[7]

### Sporting
- Miglior vittoria casalinga: Sporting 7–1 Benfica (14 dicembre 1986)[8]
- Miglior vittoria esterna: Benfica 0–5 Sporting (18 ottobre 1936)[9]
- Benfica 0–5 Sporting (14 dicembre 1941)[10]
- Maggior numero di vittorie consecutive: 5 (5 ottobre 1952 – 23 maggio 1954)[11]
- Maggior numero di risultati utili consecutivi: 7 (29 febbraio 2024 – 25 maggio 2025)[11]
- Maggior numero di sconfitte consecutive: 8 (25 ottobre 1908 – 10 marzo 1912)[11]
- Maggior numero di partite senza vittorie consecutive: 14 (25 ottobre 1908 – 17 gennaio 1915)[11]

### Giocatori

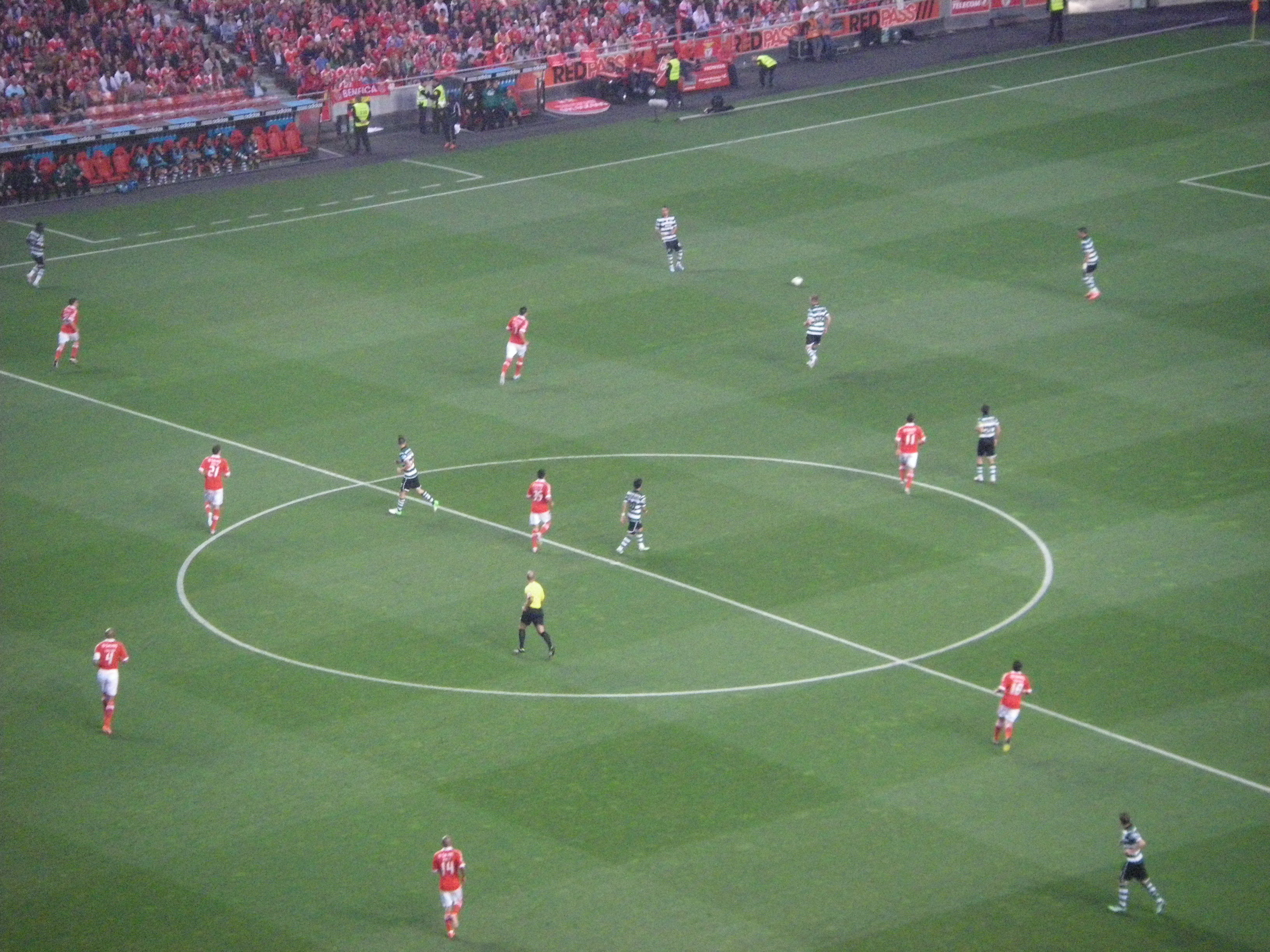
Calcio di inizio del Derby di Lisbona nel 2013

#### Marcatori
Nella tabella che segue, sono indicati i migliori marcatori del Derby de Lisboa.
| Posizione | Nome                     | Squadra                   | Reti |
| --------- | ------------------------ | ------------------------- | ---- |
| 1         | Fernando Peyroteo        | Sporting Lisbona          | 48   |
| 2         | Eusébio                  | Benfica                   | 27   |
| 3         | Alfredo Valadas          | Benfica, Sporting Lisbona | 24   |
| 4         | Adolfo Mourão            | Sporting Lisbona          | 19   |
| 5         | Nené                     | Benfica                   | 16   |
| 6         | José Águas               | Benfica                   | 16   |
| 6         | Guilherme Espírito Santo | Benfica                   | 16   |
| 8         | Rui Jordão               | Benfica, Sporting Lisbona | 15   |
| 8         | Manuel Soeiro            | Sporting Lisbona          | 15   |
| 10        | Albano                   | Sporting Lisbona          | 14   |
| 10        | Arsénio Duarte           | Benfica                   | 14   |

## Calciatori che hanno giocato in entrambe le squadre
- Artur José Pereira
- Alfredo Valadas
- Joaquim Alcobia
- António Martins
- Mário Galvão
- António Lourenço
- Zé Rita
- Mascarenhas
- José Barroca
- José Ferreira Pinto
- José Pérides
- Pedras
- Nélson Fernandes
- Rui Jordão
- Carlos Alhinho
- Artur Correia
- António Botelho
- António Fidalgo
- João Laranjeira
- Eurico Gomes
- Romeu Silva
- Carlos Manuel
- Fernando Mendes
- Paulo Futre
- António Pacheco
- Paulo Sousa

- Amaral
- Marinho
- José Dominguez
- Hugo Porfírio
- Jorge Cadete
- João Pinto
- Dimas Teixeira
- Paulo Bento
- Dani
- Bruno Caires
- Rui Bento
- Marco Caneira
- Simão Sabrosa
- Emílio Peixe
- /  Derlei
- Carlos Martins
- Maniche
- João Pereira
- Yannick Djaló
- Bruno César
- André Carrillo
- Lazar Marković
- Fábio Coentrão
- João Mário
- Nuno Santos

## Tecnici che hanno allenato entrambe le squadre
- Arthur John
- Otto Glória
- Fernando Caiado
- Fernando Riera
- Jimmy Hagan

- Milorad Pavić
- Manuel José
- Fernando Santos
- Jesualdo Ferreira
- Jorge Jesus